# مقاطعة ويستون (وايومنغ)
مقاطعة ويستون (بالإنجليزية: Weston County)‏ هي إحدى مقاطعات ولاية وايومنغ في الولايات المتحدة الأمريكية.